# Verbascum ozturkii
Verbascum ozturkii är en flenörtsväxtart som beskrevs av Karavel., Uzunh., S. Çelik. Verbascum ozturkii ingår i släktet kungsljus, och familjen flenörtsväxter. Inga underarter finns listade i Catalogue of Life.